# B-Girls Private High School
B-Girls Private High School (私立！美人坂女子高校?, Shiritsu! Bijinzaka joshi kōkō, lett. "Privata! Scuola superiore femminile privata Bijinzaka") è un manga shōjo scritto e disegnato da Mayumi Yokoyama, pubblicato in Giappone dalla casa editrice Shōgakukan sulla rivista Betsucomi e in seguito raccolto in tre tankōbon nel 2004. In Italia è stato pubblicato dalla casa editrice Flashbook nel 2006.

## Trama
Nonomiya En, ragazza sedicenne, viene espulsa dal liceo. Venuto a conoscenza di ciò il padre, stanco delle sue continue trasgressioni, la separa dall'amico d'infanzia Youhei e la fa trasferire alla Bijinzaka, una severa ed esclusiva scuola femminile fuori città.
Qui En dovrà combattere, dapprima contro la Banda di Maya e, successivamente, contro il comitato disciplinare, per farsi rispettare. Per sua fortuna viene aiutata in queste battaglie anche alcune valide alleate. In questa sua lotta sarà anche aiutata da Chihiro, un bel ragazzo misterioso di cui sembra essere innamorata.

## Pubblicazione
Il manga, scritto e disegnato da Mayumi Yokoyama, è stato serializzato dal 13 settembre 2003 all'11 agosto 2004 sulla rivista Betsucomi edita da Shōgakukan. I capitoli sono stati raccolti in 3 volumi tankōbon pubblicati dal 26 febbraio al 26 ottobre 2004.
In Italia la serie è stata pubblicata da Flashbook dal gennaio al giugno 2006.
| Nº | Data di prima pubblicazione | Data di prima pubblicazione | Data di prima pubblicazione | Data di prima pubblicazione |
| Nº | Giapponese                  | Giapponese                  | Italiano                    | Italiano                    |
| -- | --------------------------- | --------------------------- | --------------------------- | --------------------------- |
| 1  | 26 febbraio 2004            | ISBN 4-09-138214-2          | gennaio 2006                | ISBN 88-89583-42-8          |
| 2  | 25 giugno 2004              | ISBN 4-09-138215-0          | marzo 2006                  | ISBN 88-89583-43-6          |
| 3  | 26 ottobre 2004             | ISBN 4-09-138216-9          | giugno 2006                 | ISBN 88-89583-43-6          |